# Peter Ducke
Peter Ducke (Bensen, 14 de Outubro de 1941) é um ex-futebolista alemão que atuava como atacante. Foi medalhista de bronze olímpico nos jogos de Munique 1972.

## Títulos
Alemanha Oriental
- Jogos Olímpicos Bronze em: 1972